# 38대교
38대교는 강원특별자치도 인제군 남면 관대리와 남전리를 잇는 다리로, 소양강을 횡단한다. 2005년 9월 7일 착공해 2009년 10월 27일에 개통되었다. 착공할 당시에는 관대교라 하기도 했다.

## 건설 목적
남면 관대리는 소양강댐이 건설되기 전인 1973년 이전에는 육군 3군단 본부와 전투비행단 등이 주둔하고 있었으며 인제에서 양구로, 춘천에서 속초로 통하는 교통의 중심지 역할을 하였고 당시 남면 인구의 절반 가량이 거주하고 있었던 곳이다. 그러나 1973년 소양강댐이 건설되면서 군단 본부 및 군부대가 이전하고 주민 상당수가 인제읍 또는 다른 도시로 이주하면서 40여명 정도만 남았었다. 소양강댐 건설 이후 이곳에 거주하는 주민들은 나룻배를 이용해 소양강을 건너가거나 또는 두무리를 거쳐 남면으로 가거나 광치령을 넘어야 하는 등 육지 속의 외딴 섬이 되어버렸다. 이에 인제군에서 소양강댐 건설 후 고립된 소양호 주변지역 생활권 일원화를 위해 이 다리를 건설하게 되었다.

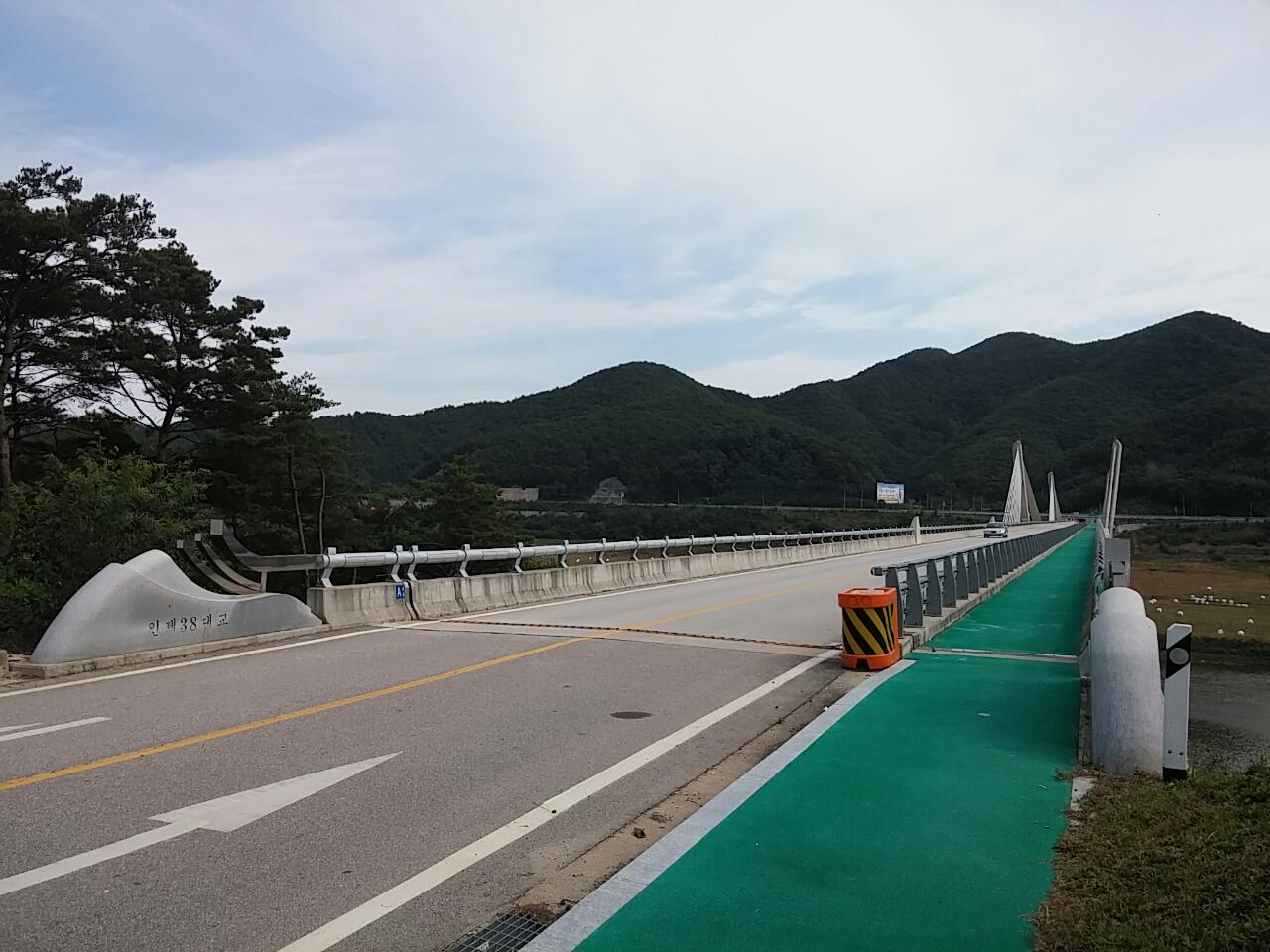
인제38대교 도로 사진

## 연혁
- 2005년 9월 7일 : '관대교'라는 이름으로 착공
- 2009년 10월 27일 : 준공식 및 개통

## 논란 및 영향
이 다리를 건설하는데 약 366억원이 투입되었는데, 이것은 인제군 1년 사업예산과 비슷한 규모라고 한다. 그런데 정작 이 다리 개통으로 수혜를 받는 지역은 40명도 채 거주하지 않는 남면 관대리 주민들이었기 때문에 이 다리를 건설할 당시에는 '전시행정'이라며 예산낭비라는 비판이 많았다.
그러나 이 다리 개통 후 인제읍에서 남면 관대리까지 자가용으로 약 10분이면 도착할 수 있을 정도로 굉장히 가까워져 이 곳 주민들이 생산한 농산물 반출로가 확보되는 효과가 발생했다. 이 효과로 인해 관대리에서 작목하는 농작물 종류가 직거래가 가능한 블루베리나 옥수수 등 특수작목으로 변화되었으며, 이로 인해 농가 소득이 증가하자 곧 외지인들이 귀촌하는 곳 중 하나로 발돋움했다. 또한 외지인들의 귀촌 현상이 늘면서 2014년 현재 관대리 주민 수는 65명으로 증가했으며, 관대리 일대 토지 가격도 무려 수십배 상승하는 등 관대리 마을에 큰 변화를 가져왔다.
뿐만 아니라 양구군에서 신남, 인제읍 지역으로 갈 때 이 다리를 이용할 경우 기존 이동 경로보다 약 15분 정도 단축되는 것으로 나타났으며, 국도 제44호선의 인제 ~ 홍천 구간이 정체될 경우 우회도로로도 이용할 수 있어 교통량도 계속 증가하고 있다.